# Amauroderma insulare
Amauroderma insulare är en svampart som först beskrevs av Har. & Pat., och fick sitt nu gällande namn av Torrend 1920. Amauroderma insulare ingår i släktet Amauroderma och familjen Ganodermataceae.   Inga underarter finns listade i Catalogue of Life.